# Trémouille
 Trémouille  (en occitano Tremolha) es una población y comuna francesa, situada en la región de Auvernia, departamento de Cantal, en el distrito de Mauriac y cantón de Champs-sur-Tarentaine-Marchal.

## Demografía
| 441 | 403 | 319 | 291 | 237 | 203 | 189 |
| Para los censos de 1962 a 1999 la población legal corresponde a la población sin duplicidades (Fuente: INSEE [Consultar]) |     |     |     |     |     |     |

## Monumentos
- Iglesia de San Juan Bautista, del siglo XIV.[3]